# Marta Pohnerová
Marta Pohnerová (* 1940 Hradec Králové ) je česká spisovatelka, výtvarnice, ilustrátorka a pedagožka žijící v Hradci Králové.

## Život
Vystudovala výtvarnou výchovu a český jazyk na Masarykově univerzitě v Brně. Za muže si vzala architekta Ing. arch. Karla Pohnera. Několik let působila na Univerzitě Hradec Králové, kde vedla přednášky a semináře výtvarné výchovy. Její tvorba, literární i výtvarná, je směřována k dětem, které jsou jí také inspirací. V současné době má otevřený ateliér na Velkém náměstí v Hradci Králové, kde vede dětskou výtvarnou školu Marty Pohnerové. Mimo jiné se zabývá také arteterapií. Je jednou ze zakladatelek metody Duchovní a smyslové výchovy, o které napsala stejnojmennou publikaci. Je autorkou řady dětských knih, které jsou provázeny jejími ilustracemi nadpřirozených postaviček. Tyto postavičky se těší veliké oblibě u malých i dospělých, proto byly využity pro pojmenování nových hradeckých trolejbusů MHD. Současně se s nimi můžeme také setkat napříč hradeckými lesy, kde nás provázejí a vyprávějí příběhy o zdejších místech.[zdroj?]

## Výtvarná činnost
Marta Pohnerová vystudovala výtvarnou výchovu, které se věnuje po celý svůj život. S dětmi pracuje již přes čtyřicet let, snaží se v nich rozvíjet tvůrčí schopnosti. Její snahou je, aby se děti od nejútlejšího věku co nejvíce projevovaly a rozvíjely samy – tzn. projevování jejich pocitů, nálad, fantazie a momentálních prožitků v tvorbě. Je autorkou programu Duchovní a smyslová výchova, který je založen na propojení tvorby s přírodou, hudbou a všedním životem. Tento program převzala řada dalších umělců a pedagogů.[zdroj?]
Sama autorka vede v jeho duchu tři výtvarné výukové kurzy pro děti. První je pro děti od 2 do 3 let, který se zabývá rozvíjením motoriky spojené s myšlením. Druhý je určen pro děti od 3 do 5 let, kde se děti učí prostorové tvorbě, využívání jednotlivých tvarů a barev, dále také k schopnosti vymýšlení a ztvárnění příběhů. Třetí kurz je zaměřen na žáky prvního stupně, kteří jsou podporování ke schopnosti vyjádřit vlastní myšlenky a nápady. Je zde kladen důraz na plné soustředění během práce.[zdroj?]
Marta Pohnerová je také ilustrátorka, která svými kresbami doplňuje vlastní literární tvorbu. Mimo jiné je také spoluautorkou projektů Městských hradeckých lesů, které jsou provázány s jejími ilustracemi a příběhy.[zdroj?]

## Literární činnost
Marta Pohnerová je autorkou řady publikací. Zaměřuje se především na tvorbu pro děti, nicméně setkáme se u ní také s odbornou literaturou. Většinu knih doprovází ilustrace samotné autorky.

### Knihy pro děti
- Žába Františka (2006) – Příběhy zvířátek, ptáčků a motýlů z chaloupky v Orlických horách vypravuje ropucha. Pohádkovou formou se zde děti seznamují s opravdovým životem kolem chalupy a v lese – text, ilustrace
- Příběhy a pohádky z hradeckých parků a lesů (2008) – Fotografie dnes už neexistujících zákoutí hradeckých parků a lesů doprovází příběhy a pohádky, které si tady vyprávěli lidé v minulosti – text, ilustrace
- Pohádky od Labe a Orlice (2011) – Pohádky o vodnících, vílách, čertech a zvířátkách z obou řek a jejich okolí – text, ilustrace společně s dětmi z její školy
- Augustinovy pohádky (2009) – Oblíbené postavičky provází děti městem, prožívají nejrůznější dobrodružství a snaží se obyvatele domů chránit před čarodějnicemi Zlobou Zlolajnou, Závistí Bledou, Lakotou atd. Pro jejich oblibu byly umístěny i na trolejbusy MHD v Hradci Králové a provázejí děti pohádkovou cestou po starém městě – text, ilustrace
- Pohádky z hradeckých lesů (2012) – Skřítci, bubáci, trpaslíci, hejkal, drak Větvička a vodníci z hradeckých lesů. Pohádky inspirovaly Městské lesy k vytvoření pohádkové cesty lesem, kde jsou s obrázky na velkých panelech. Podle návrhů postaviček vyřezal řezbář pan Kříž dřevěné figurky. Pohádky se těší velkému zájmu dětí i rodičů – text, ilustrace společně s dětmi z její školy
  - Kouzelník Šišule, Bubáci pod smrkem, Šiškovec, Drak Větvička, Mechoví trpaslíci, Strašidla ze staré borovice, Borůvková víla, Ptáčci ze zlatého kapradí, Kulový blesk, Kočičky, Modřínové duše, Žabáci od vodní nádrže, Vodníček, Vodníkova nevěsta, Vodnická svatba, Hejkal, Vodnické miminko, Vodnická holčička, Kuchaři, O zlých chaloupkách, Zvíře pro trapaslíky, Polednice, Tajemná chodba u vodní nádrže, Mátonohy, Hadí pařez, Hadibaba, Červík, Prsten s hvězdou.
  - Borůvková víla: V hradeckých lesích žijí borůvkové víly. Vždy, když vyroste nový borůvkový keřík, narodí se víla, když je keřík zničen, víla umře. Jednou se přihodilo, že byli lidé v lese na borůvkách a odnesli si jednu vílu domů. Poté si jí všimli a chtěli jí pomoci, protože byla smutná a velmi brečela. Chtěli ji odnést zpátky do lesa, ale víla jim sdělila, že jí musí zahrabat do lesní země, aby se na jaře, až vyroste nový keřík s borůvčím, mohla narodit znovu.

- Pohádky skřítka Buchtičky a Černé Tečky (2013) – pokračování pohádek o hradeckých skřítcích a pohádkových bytostech. Výtvarně hodnotná inspirující knížka pro budoucí dětské spisovatele – text, ilustrace
- Pohádky pro nejhodnější holčičky – text, ilustrace
- Čarodějnický učedník – text, ilustrace
- Lékárnické pohádky, Heřmánková víla – text, ilustrace
- Ochočte vodníka, chyťte skřítka – text
- Pohádky z hradeckých rybníků (2014) – text, ilustrace
- Pověsti z hradeckých lesů (2015) – text společně s Ing. Milanem Zrzánem, ilustrace dětské výtvarné školy Marty Pohnerové. Ve spolupráci s Milanem Zrzánem vznikla kniha s 36 příběhy zabývajících se pověstmi o původu místních názvů v hradeckých lesích.
- Duše stromů (2016) – text společně s Milanem Zrzánem, ilustrace

### Odborné knihy
- Duchovní a smyslová výchova I-III (1992) – o stejnojmenné metodě, kterou Marta Pohnerová vymyslela
- Orfeus a další pozůstalí (2012) – krátká zamyšlení a filosofická rozjímání o životě – text, ilustrace

## Postavičky v hradeckých lesích
- Pohádková stezka – jedná se o trasu dlouhou 2,5 km od Mazurovy chalupy končící u rybníka Výskyt. Jednotlivé pohádky na panelech doprovází postavičky vyřezané místním řezbářem. Na každém panelu jsou uvedeny úkoly pro děti.
- Vodnická stezka – trasa dlouhá 2 km, která se táhne hradeckými lesy a okolí rybníků. Do přírody jsou zasazeny příběhy vodníků, čertů, mluvících rybek a dalších bytostí, jejichž sochy jsou podél celé stezky. Začátek trasy je na hrázi rybníka Biřička a končí na břehu Datlíku.
- Pověsti v městských lesích – nejedná se o ucelenou stezku se začátkem a koncem, nýbrž o 36 míst napříč hradeckými lesy, každé místo je označeno poutačem s pověstmi z knihy Pověsti z hradeckých lesů.
- Rytířské hradiště – označení pro přírodní dětský park nacházející se nedaleko rybníků Kříž a Češík. Na tomto místě jsou vyobrazeny rytíři, princezny, čarodějnice a jiné pohádkové postavy. Celé hradiště je vyzdobeno kresbami dětí z výtvarné školy Marty Pohnerové a dřevořezbami řezbáře pana Miroslava Kříže.